# Zanclea parasitica
Zanclea parasitica är en nässeldjursart som beskrevs av August David Krohn 1853. Zanclea parasitica ingår i släktet Zanclea och familjen Zancleidae. Inga underarter finns listade i Catalogue of Life.